# Rio Branco
Rio Branco (phát âm tiếng Bồ Đào Nha: [ˈʁi.u ˈbɾɐ̃ku], Sông Trắng) là một thành phố của Brasil, thủ phủ bang Acre. Nằm trong thung lũng sông Acre ở miền bắc Brasil, đây là thành phố đông dân nhất trong tiểu bang và lớn thứ 81 Brasil, với 305.954 dân, theo một ước tính năm 2009 - chiếm gần một nửa dân số bang.
Rio Branco cũng là một trong các khu định cư đầu tiên bên bờ sông Acre. Năm 1913, trở thành quận hạt. Năm 1920, nó trở thành thủ phủ của lãnh thổ của Acre, và vào năm 1962, thủ phủ bang.
Năm 2009, IBGE ước tính thành phố có dân số khoảng 305.954 cư dân, với mật độ dân số 33,17 người trên mỗi km². Theo điều tra dân số 2000, 51% dân số là nam giới và phụ nữ 48,2% và 92,73% dân số sống tại các khu vực đô thị và 7,22% sống ở nông thôn. Theo bản đồ phát triển con người ở Brasil, dân số của Rio Branco là tương đương với 0,16% dân số cả nước. Theo Tòa án Bầu cử Superior, Rio Branco đã có 201.966 người bầu cử vào năm 2008.